# Auror
En auror er i Harry Potter-universet en slags politibetjent, hvis vigtigste mission er at finde og fange troldmænd og hekse, der benytter mørk magi. Aurorkontoret er ministeriets specialenhed i Harry Potter-universet i stil med FBI.
Hovedpersonen Harry Potter drømmer om selv at blive en auror.
McGonagall udtaler at det kræver minimum 5 F.U.T'er at blive optaget på uddannelsen.
Skrækøje Dunder er den nok mest omtalte auror, men personer som Nymphadora Tonks, Rufus Scrimgeour, Frank Longbottom, Alice Longbottom, Kingo Sjækelbolt og John Dawlish er også aurorer.